# Vector Launch
Vector Launch Inc kortweg Vector eerder bekend als Vector Space Systems is een Amerikaans NewSpace-bedrijf dat zich richt op het flexibel snel en goedkoop lanceren van suborbitale experimenten en kleine satellieten (zoals CubeSats) met zeer kleine raketten. Na een faillissement eind 2019 maakte het bedrijf in november 2020 een doorstart met een nieuwe eigenaar en een nieuw management.

## Oprichting en faillissement
Het in 2016 opgerichte bedrijf stond tot 9 augustus 2019 onder leiding van ondernemer Jim Cantrell, een voormalige NASA-engineer die eerder samen met Elon Musk SpaceX oprichtte en ook betrokken was bij de oprichting van onder andere Moon Express.
Vector is gevestigd in Tucson, Arizona en had in april 2017 meer dan 100 lanceercontracten afgesloten. In 2017 verzamelde Vector investeringen voor de bouw van een fabriek. In juli 2018 moest de bouw daarvan van start gaan. Voordeel van Tucson als vestigingsplaats is dat ze ervaren personeel van Raytheon kunnen inhuren. Vector is vernoemd naar een van Cantrell favoriete typen auto’s. Het bedrijf was een van de bekendere bedrijven die zich op het ontwikkelen van nieuwe kleine raketten voor het lanceringen van microsatellieten richtte en werd tot de zomer van 2019 door de ruimtevaartpers als levensvatbaar beschouwd. In augustus 2019 nam Cantrell afscheid van het bedrijf nadat de door hem voor 2018 beloofde eerste orbitale lancering uitbleef en klanten overstapten naar de concurrentie. Hij werd opgevolgd door John Garvey. Wegens “een financiële verandering” werd het bedrijf stilgelegd en mogelijkheden voor de toekomst onderzocht. Dit gebeurde op een opvallend moment. Twee dagen eerder had Vector nog met trots een lanceercontract met de Amerikaanse luchtmacht bekendgemaakt. Op 26 augustus gaf Vector die opdracht weer terug aan de USAF die de lancering aan Aevum, een andere startup gunde.
Op 13 december 2019 vroeg Vector het faillissement aan met de bedoeling de boedel en het intellectueel eigendom betreffend hun satellietprogramma GalacticSky aan Lockheed Martin te verkopen. In februari 2020 bleken er geen andere gegadigden en was de verkoop een feit. De rest van de boedel werd geveild.

## Doorstart
Op 30 november 2020 werd Vector, dat eigendom van investeringsbedrijf Moran Logistics was geworden, heropgestart en een (op contactgegevens na) verder lege website geactiveerd. Over plannen voor de toekomst werd weinig bekendgemaakt. In een filmpje gaf de nieuwe CEO Rob Spalding aan dat Vector zich richt op lanceringen voor commerciële, civiele en militaire klanten en dat er jobs beschikbaar zijn. Spalding had in eerdere jobs die hij had met Vector te maken gehad en was ervan overtuigd dat het bedrijf succesvol moest kunnen worden. Daarom was hij op zoek gegaan naar een investeerder waarmee hij het bedrijf zou kunnen doorstarten.
Vector is onder het nieuwe management niet van plan oud managementleden aan te nemen. De nieuwe chief rocket scientist van Vector, Chris Barker, vertelde aan SpaceNews dat het originele bedrijf was stukgelopen op het nooit eerder als raketbrandstof gebruikte propeen. Het bedrijf stapt nu over op kerosine. Vector wil onder het nieuwe management eerst commerciële sub-orbitale lanceringen bewerkstelligen voordat het over gaat tot het lanceren van satellieten. 
Na een lange mediastilte publiceerde Vector op 11 oktober 2022 een foto van hun eerste vernieuwde Vector-R (serienummer B1001) met daarbij de woorden "First mission soon" (eerste missie binnenkort). De vernieuwde Vector-R is geschikt om tot 200 kilogram in een lage baan om de Aarde te brengen.

## Raketten

### Aanvankelijke ontwerpen

Vector-R

Vector-H

In juli 2016 nam Vector het bedrijf Garvey Spacecraft over en begon met het aanpassen van de raketontwerpen van Garvey.
Vector Space Systems heeft twee lichte draagraketten in ontwikkeling de Vector-R en de Vector-H. De "R" in Vector-R staat voor rapide. De Vector R is in staat om satellieten van maximaal 60 kg in een lage baan om de Aarde te brengen. De "H" staat voor heavy, en een Vector H is in staat om vrachten tot 280 kg in de ruimte te brengen. Een Vector R is zo klein dat die op een trailer achter een zware SUV vervoerd kan worden. De raketten zijn met parachutes uitgerust zodat ze hergebruikt kunnen worden. Beide lanceertuigen zijn tweetrapsraketten en gebruiken propeen als brandstof voor hun op druk gevoede vloeibarebrandstofmotoren.

#### Testvluchten
Vector heeft in 2017 een proces van zes testvluchten in werking gezet waarbij de doelen steeds verder opgeschroefd worden. Einddoel is een orbitale vlucht.
Op 3 mei 2017 vond de eerste lage suborbitale testvlucht (Vector-R Block-0.001) met een Vector-R plaats. De eerste trap functioneerde perfect. De tweede trap was een massasimulator. 

Op 3 augustus 2017 vond een tweede lage suborbitale testvlucht (Vector-R Block-0.002) plaats vanaf Spaceport Camden in de Amerikaanse staat Georgia. Dit was tevens de eerste lancering ooit vanaf deze ruimtehaven. Beide succesvolle testvluchten bereikten een hoogte van nog geen 3000 meter.
In maart 2018 werd nog een derde suborbitale vlucht op de White Sands Missile Range ondernomen. Daarna hoopte Vector een orbitale vlucht vanaf het Pacific Spaceport Complex – Alaska (het eerdere Kodiak Spaceport) te lanceren waarbij de tweede trap zijn vuurdoop moest krijgen. In eerste instantie was de doeldatum voor die lancering oktober 2018, maar deze schoof steeds verder op tot het bedrijf werd ingehaald door financiële problemen en uiteindelijk failliet ging.

#### Werkwijze
Bedrijven en universiteiten die een lancering bestellen, krijgen de neuskegel van de raket toegestuurd waarna zij hun satelliet zelf kunnen insluiten alvorens hem terug naar Vector Space te sturen. Dit in tegenstelling tot andere lanceerservices waarbij de lading door het lanceerbedrijf zelf wordt ingesloten.
Lanceringen vinden normaliter plaats vanaf het Pacific Spaceport Complex in Alaska of vanaf Cape Canaveral Air Force Station met behulp van een mobiele lanceerinstallatie. Andere lanceerplaatsen zijn ook mogelijk mits er een vergunning voor is. De eerste drie commerciële Vector-R lanceringen werden in 2018 verwacht  vanaf de Mid-Atlantic Regional Spaceport op Wallops Island in Virginia. Vector hoopt in de toekomst op jaarbasis zo'n honderd raketten te lanceren.
Een lancering kost tussen 2 en 3 miljoen dollar en moet binnen 3 maanden na de bestelling kunnen plaatsvinden
Naast raketten produceerde Vector ook kleine satellieten. Die afdeling kwam na het faillissement van 2019 in handen van Lockheed Martin

### Nieuwe ontwerp Vector R
Na de doorstart werd het ontwerp van de Vector R aangepast. De raket zal geen propeen meer gebruiken maar kerosine. Het werken met propeen was erg moeilijk gebleken en het tijdrovende proces om dit te beheersen leidde tot het faillissement. Ursa Major Technologies levert de vloeibarebrandstofmotoren van de eerste trap.

## Concurrentie
Ook de LauncherOne van Virgin Orbit (eerder deel van Virgin Galactic) en de Electron van Rocket Lab zijn op dit soort kleine vrachten gericht, maar kunnen iets grotere vrachten aan. Northrop Grumman heeft ook lichte lanceertuigen (de Pegasus en Minotaur I) op de markt. Die zijn echter een stuk geavanceerder, richten zich op iets grotere ladingen en zijn een stuk duurder. De Minotaur I  mag bovendien alleen Amerikaanse staatslanceringen uitvoeren omdat deze uit militaire ICBM-onderdelen bestaat. Ook de Alpha van Firefly Aerospace die in 2021 moest debuteren is op kleine vrachten gericht, maar die kan er veel meer meenemen door de grotere capaciteit. Ook Arianespace laat een zeer lichte uitvoering van hun Vega-raket ontwikkelen, de Vega C-Light. En er zijn nog enkele kleine bedrijven die ongemerkt opereren en zeer lichte raketten ontwikkelen. Astra richt zich ook op lichte satellietlanceringen, maar dat bedrijf is nog weinig bekend.
Verder kunnen minisatellieten als secundaire vracht mee op zware raketten als de Falcon 9 en de Atlas V wanneer deze de juiste doelbaan hebben. Er zijn ook lanceringen van zwaardere raketten die veel kleine satellieten in een keer kunnen lanceren. Voor de lancering op een zware raket geldt vaak een lange wachttijd en dat is waarin Vector zich meent te onderscheiden.

## Trivia
- In de mission patch voor de eerste Vector R-testvlucht is een afbeelding kiwi verwerkt. Dit kan worden opgevat als knipoog naar concurrent Rocket Lab dat grotendeels in Nieuw-Zeeland is gevestigd. Een deel van de opbrengst van de verkoop van deze missionpatches gaat echter naar een stichting voor de bescherming van kiwi's[15].
- Een groep ex-medewerkers van Vector heeft na het faillissement het bedrijf Phantom Space opgericht dat zich ook op zeer lichte raketten richt.[16]